# Live at The Isle of Wight Festival 1970 (The Doors)
Live at The Isle of Wight Festival 1970 è un album dal vivo del gruppo rock statunitense The Doors, pubblicato il 23 febbraio 2018 su etichetta Rhino Records. Il concerto fu registrato durante il Festival dell'Isola di Wight il 30 agosto 1970. Si trattò dell'ultima apparizione pubblica del gruppo nella formazione originale fuori dagli Stati Uniti e del loro ultimo concerto filmato.
Il concerto è stato remixato dal tecnico del suono Bruce Botnick in qualità audio 5.1 Dolby Digital dai nastri originali. Anche le riprese video del concerto sono state restaurate digitalmente.

## Registrazione
Il festival dell'Isola di Wight del 1970 ebbe un'affluenza che andava dalle oltre 600,000 alle 700,000  persone e i Doors salirono sul palco alle 2 di notte del 30 agosto 1970. La loro esibizione fu particolarmente oscura perché Jim Morrison non voleva che il palco fosse illuminato troppo forte dai riflettori.
 Gran parte del concerto vede il gruppo illuminato da un'unica luce rossastra. Jerry Hopkins nella sua biografia della band, Nessuno uscirà vivo di qui, scrisse del vento freddo e del brutto tempo che disturbarono la performance.
All'epoca su Morrison pesava il processo per oltraggio al pudore a seguito del concerto a Miami del 1º marzo 1969. Meno di un mese dopo il concerto di Wight, il 20 settembre, Morrison fu condannato a 6 mesi di prigione e al pagamento di una multa di 500 dollari. Morrison si appellò contro la sentenza, ma morì nel luglio 1971 prima che la causa legale avesse risoluzione.
A proposito dell'esibizione, Densmore disse di Morrison: «Era come una pentola di acqua in ebollizione. Non si muoveva molto, ma cantava veramente forte». Manzarek disse del concerto: «Il nostro set è stato sommesso, ma molto intenso. Abbiamo suonato con una furia controllata e Jim era in ottima forma vocale. Cantava tutto ciò che voleva, ma non si muoveva affatto. Dioniso era stato incatenato».

## Tracce

### CD e DVD/Blu-ray
1. Roadhouse Blues – 5:45 (Morrison/The Doors)
2. Introduction – 1:00
3. Back Door Man – 4:49 (Willie Dixon)
4. Break on Through (To the Other Side) – 5:15 (The Doors)
5. When the Music's Over – 13:55 (The Doors)
6. Ship of Fools – 7:20 (Morrison/Krieger)
7. Light My Fire – 14:00 (The Doors)
8. The End (Medley: Across The Sea / Away In India / Crossroads Blues / Wake Up) – 17:56 (The Doors)

## Formazione
- Jim Morrison – voce, percussioni
- Ray Manzarek – tastiere, tastiera basso, cori
- Robby Krieger – chitarra elettrica
- John Densmore – batteria